# Сахюїнь

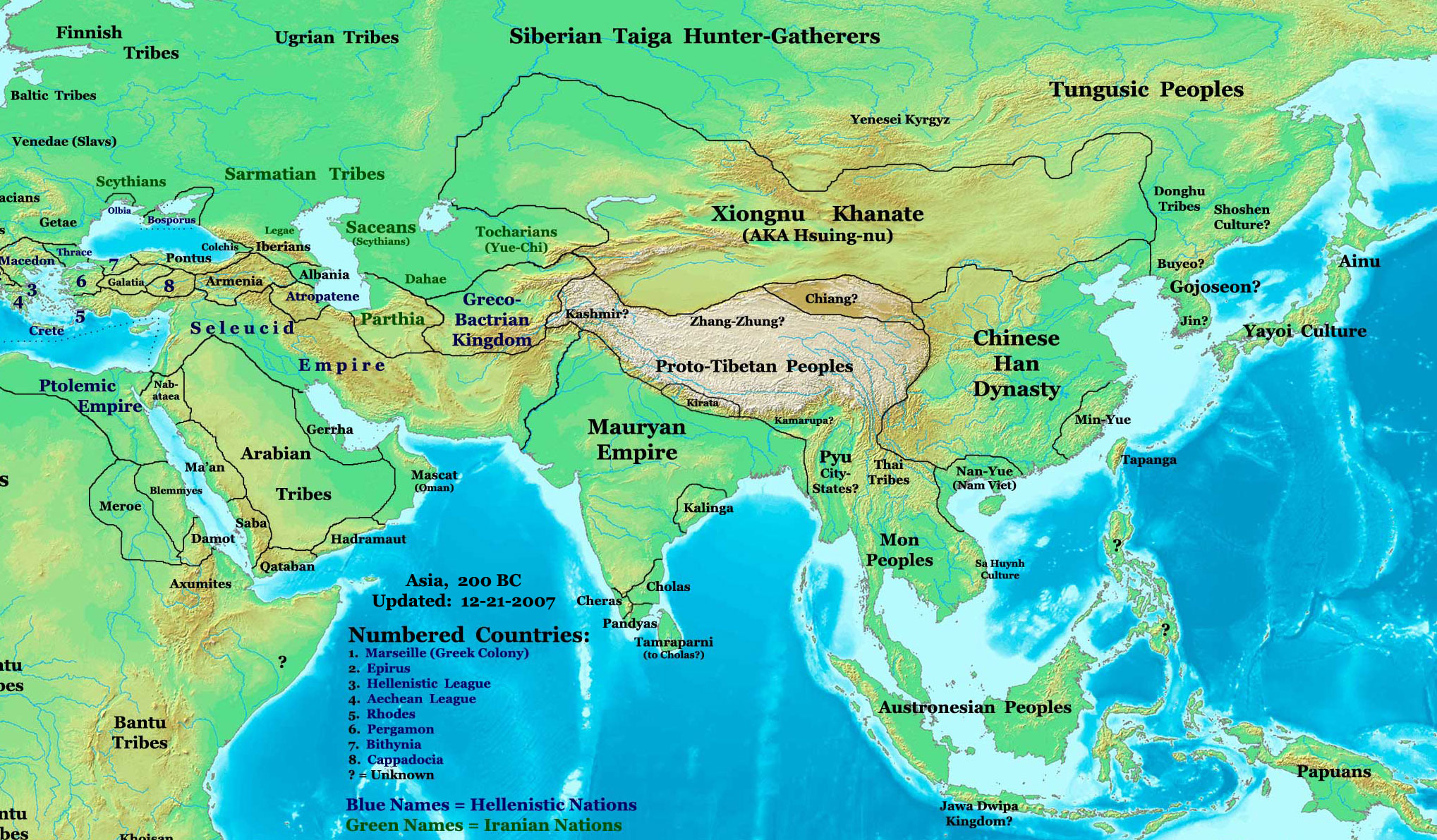
Мапа Азії в 200 р. до н. е., де показано культуру Сахюїнь та її сусідів.

Культура Сахюїнь (Sa Huỳnh, Sa Huyun) — культура, яка існувала на території сучасного центрального і південного В'єтнаму та Філіппін і процвітала між 1000 до н. е. і 200 р. н. е. Археологічні пам'ятки культури були виявлені від дельти Меконгу до провінції Куангбінь в центральному В'єтнамі. Люди Сахюїнь ймовірно були попередниками чамів, австронезійсько-мовних людей і засновників королівства Чампа.
Перша ділянка в Сахюїнь була відкрита 1909 року. Ділянки містили багато локально створених залізних артефактів, типіфікованих на сокири, мечі, наконечники списів, ножі і серпи. Натомість, бронзові артефакти були домінуючими на ділянках культури Донгсон, які знайшли у північному В'єтнамі та інших місцях на континентальній частині Південно-Східної Азії.
У культурі Сахюїнь кремували дорослих і ховали їх у глеках, накритих кришками, — практика, яка була унікальна для цієї культури. Ритуально розбиті підношення, як правило, супроводжували поховальний глек. Культура також характеризується своїми унікальними вушними прикрасами з зображенням двоголових тварин. Прикраси були зазвичай зроблені з жаду (нефриту), але також трапляються зі скла. Бісерні прикраси також часто зустрічається в похованнях Сахюїнь, найчастіше виготовлені зі скла.
Культура Сахюїнь дає свідчення про розгалужену торговельну мережу. Намистини Сахюїнь робились зі скла, сердоліку, агата, олівіну, циркону, золота і граната; більшість цих матеріалів були не місцевого походження і, швидше за все, імпортовані. Бронзові дзеркала стилю Хань були також знайдені на ділянках Сахюїнь; і навпаки, вушні прикраси Сахюїнь були знайдені в археологічних розкопках в центральній частині Таїланду і на Тайвані (Острів орхідей).
На Філіппінах її артефакти були знайдені в печерах Табон, Палаван. Одним з прикладів є глек Манунггул і печера Каланай в Масбате. Артефакти на ділянці керамічного комплексу «Сахюїнь-Каланай» були датовані періодами від 400 до н. е. до 1500 р. н. е. А Майтумська антропоморфна кераміка в провінції Сарангані датована бл. 200 р.н. е.
Часова шкала залізної доби
Дати приблизні, деталі у відповідних статтях
     Доісторична залізна доба      Історична залізна доба

## Артефакти

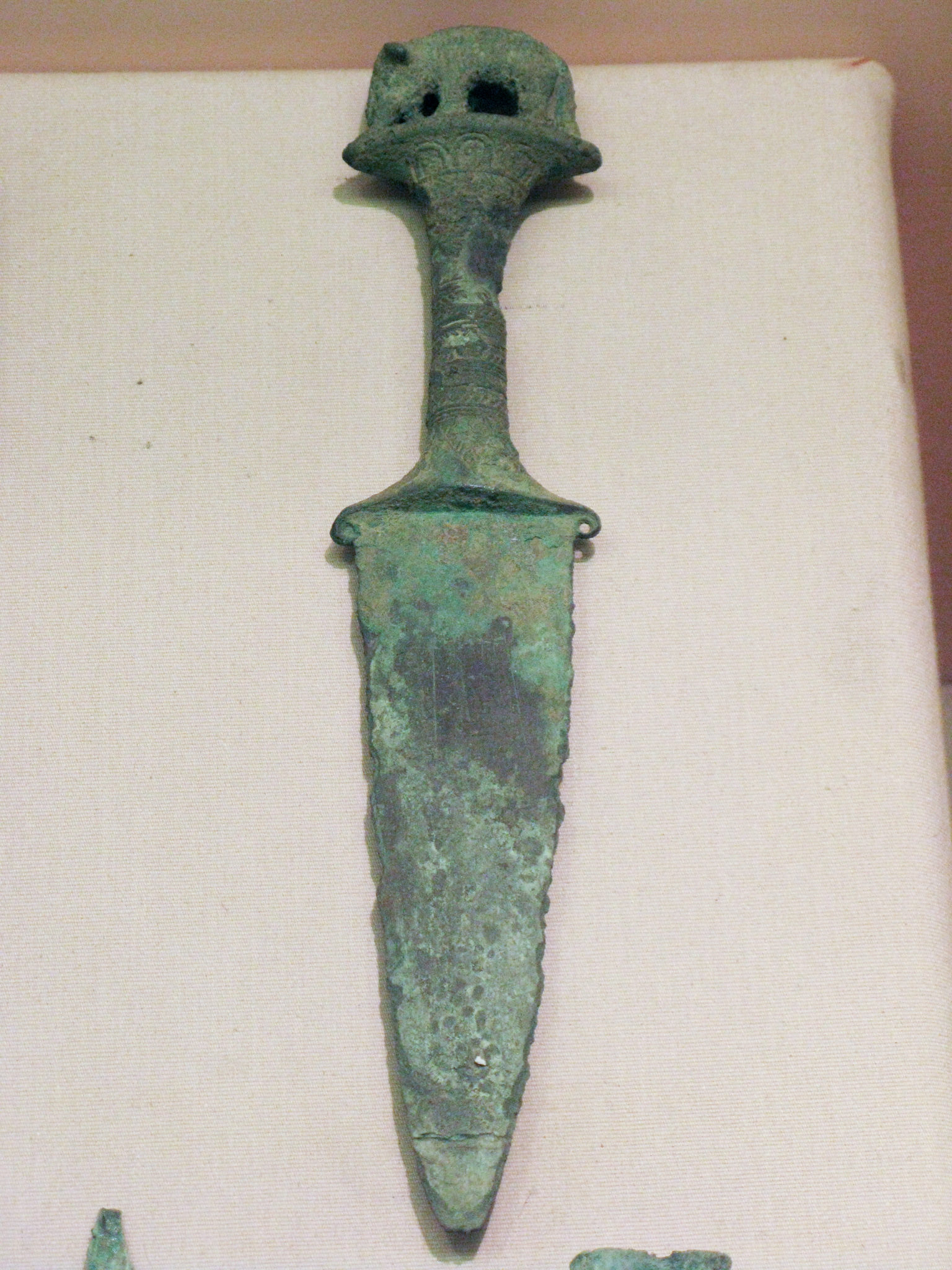
Бронзова зброя
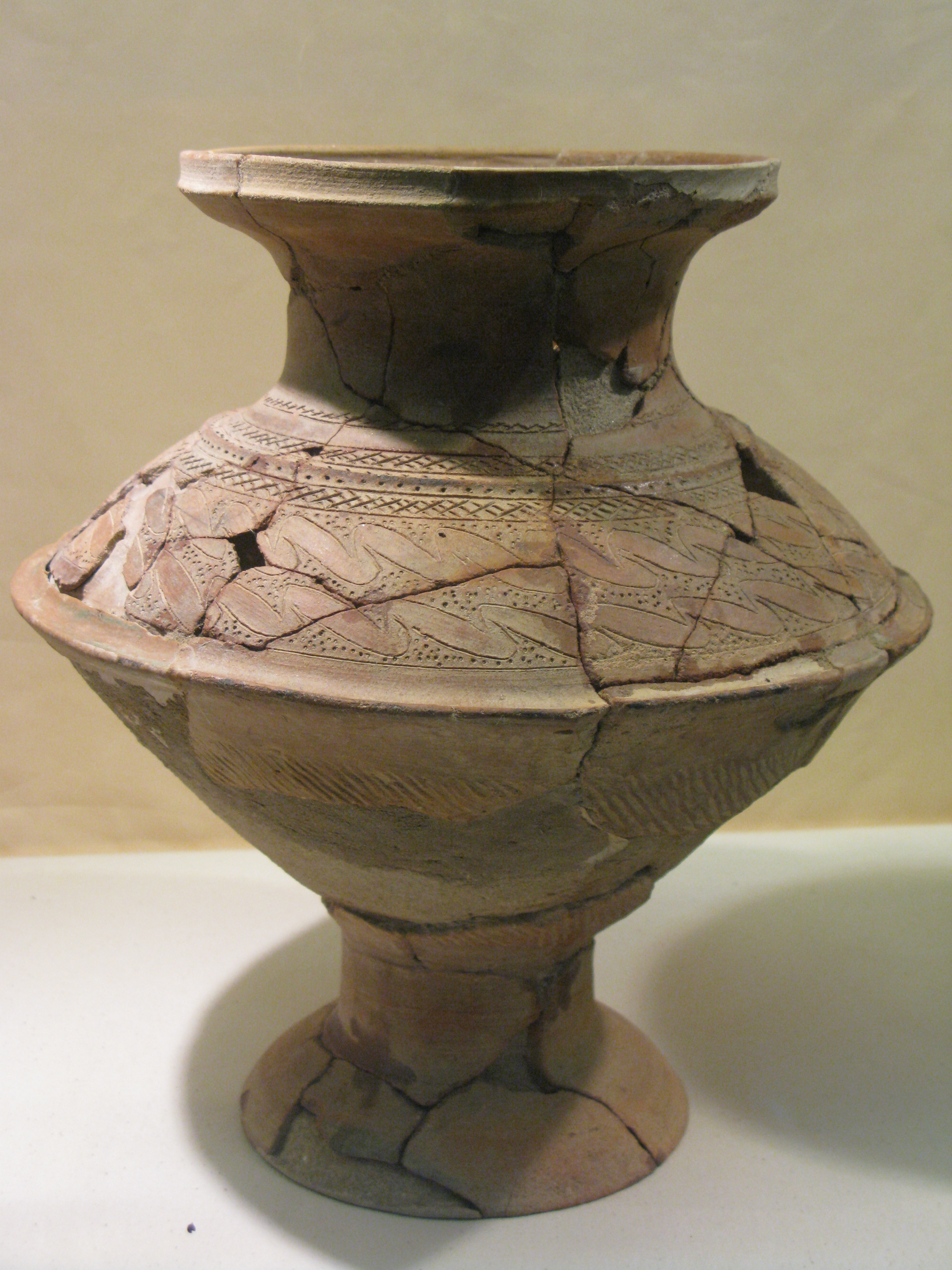
Керамічна ваза
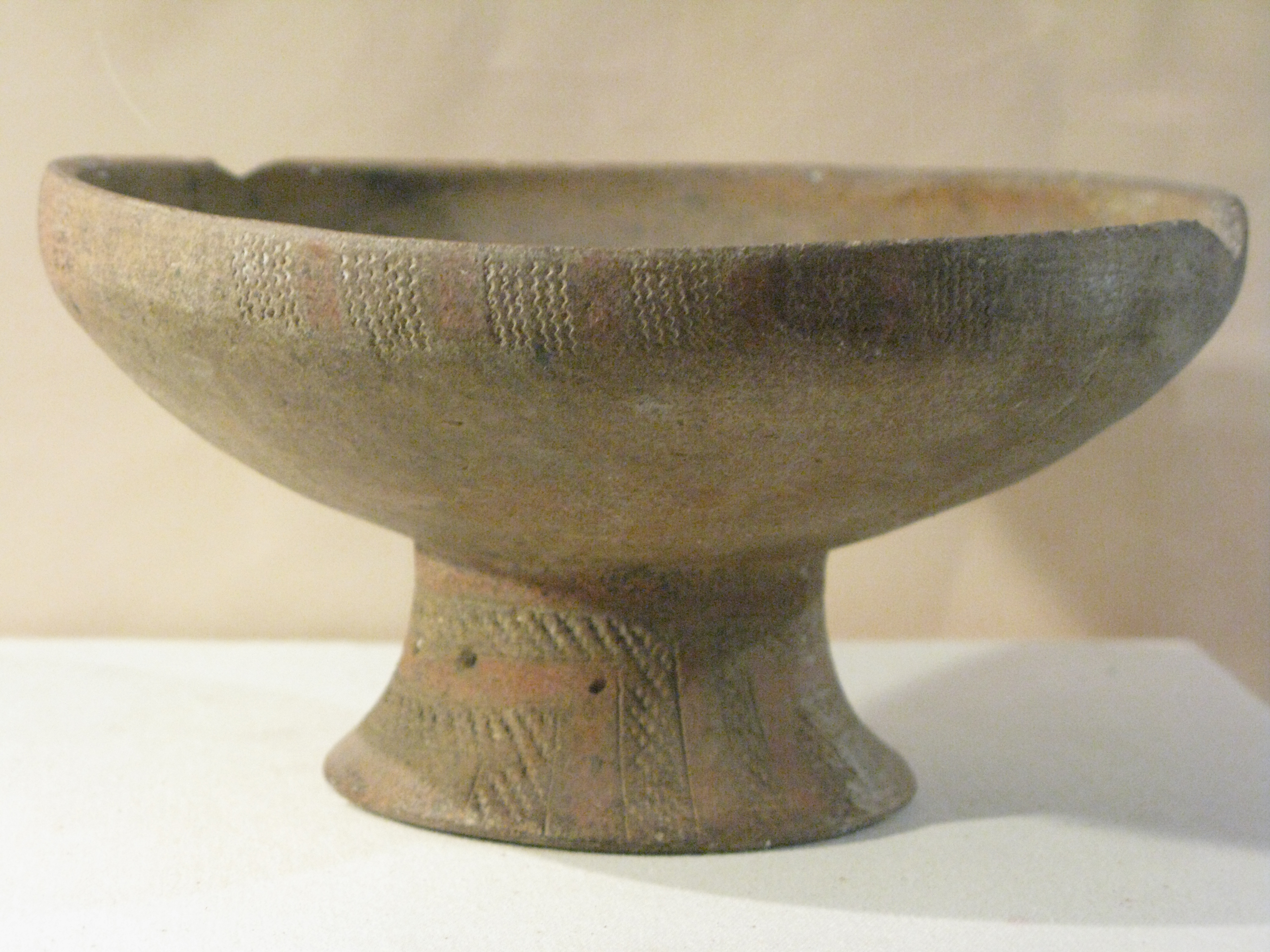
Керамічна фаза для фруктів
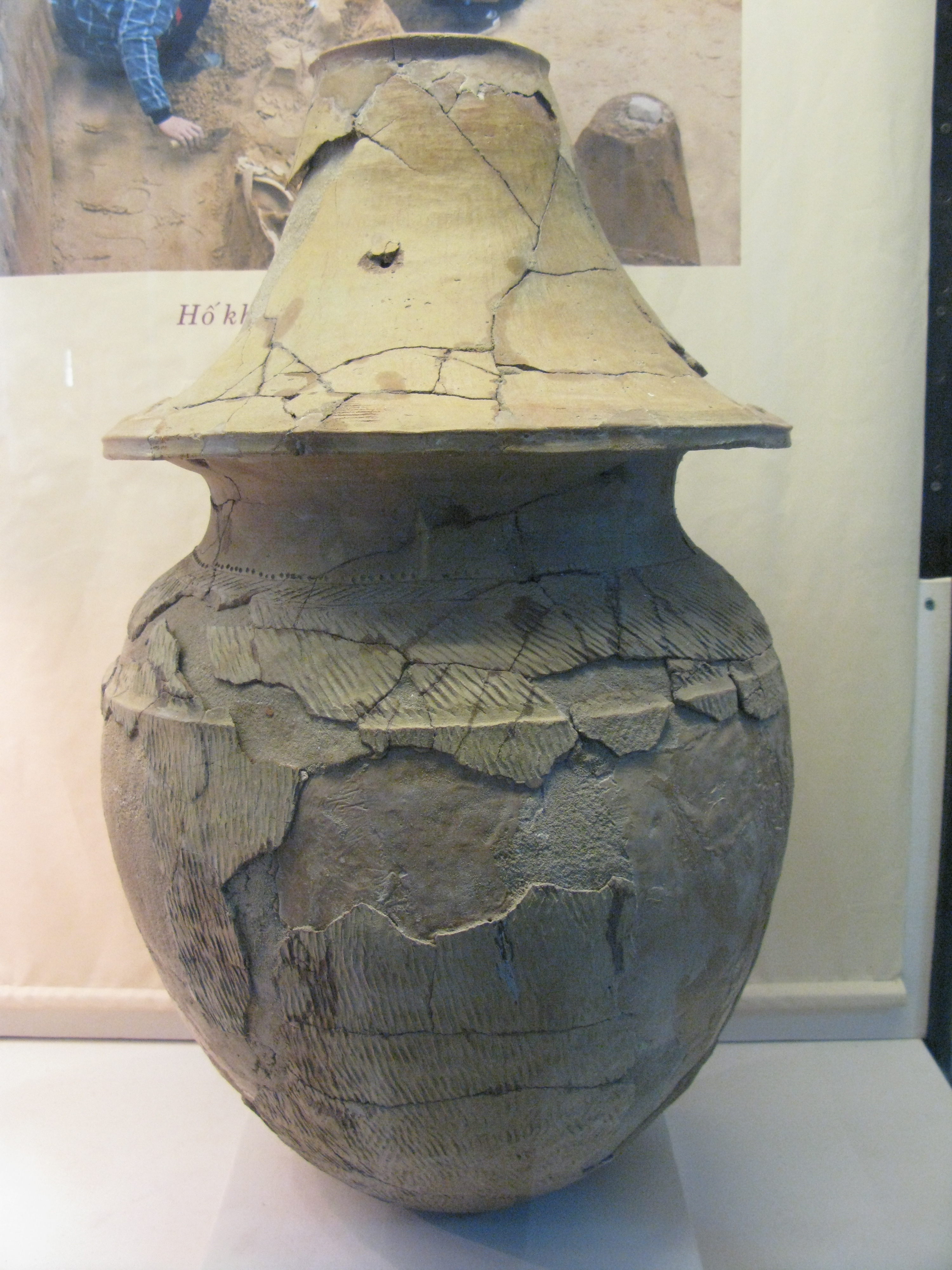
Керамічний поховальний глек